# پل کابلی
پل کابلی (به انگلیسی: Cable-stayed bridge)، نوعی پل است که عرشه پل توسط کابلهایی به برج‌های پل وصل شده و نیروهای آن را تحمل می‌کنند.

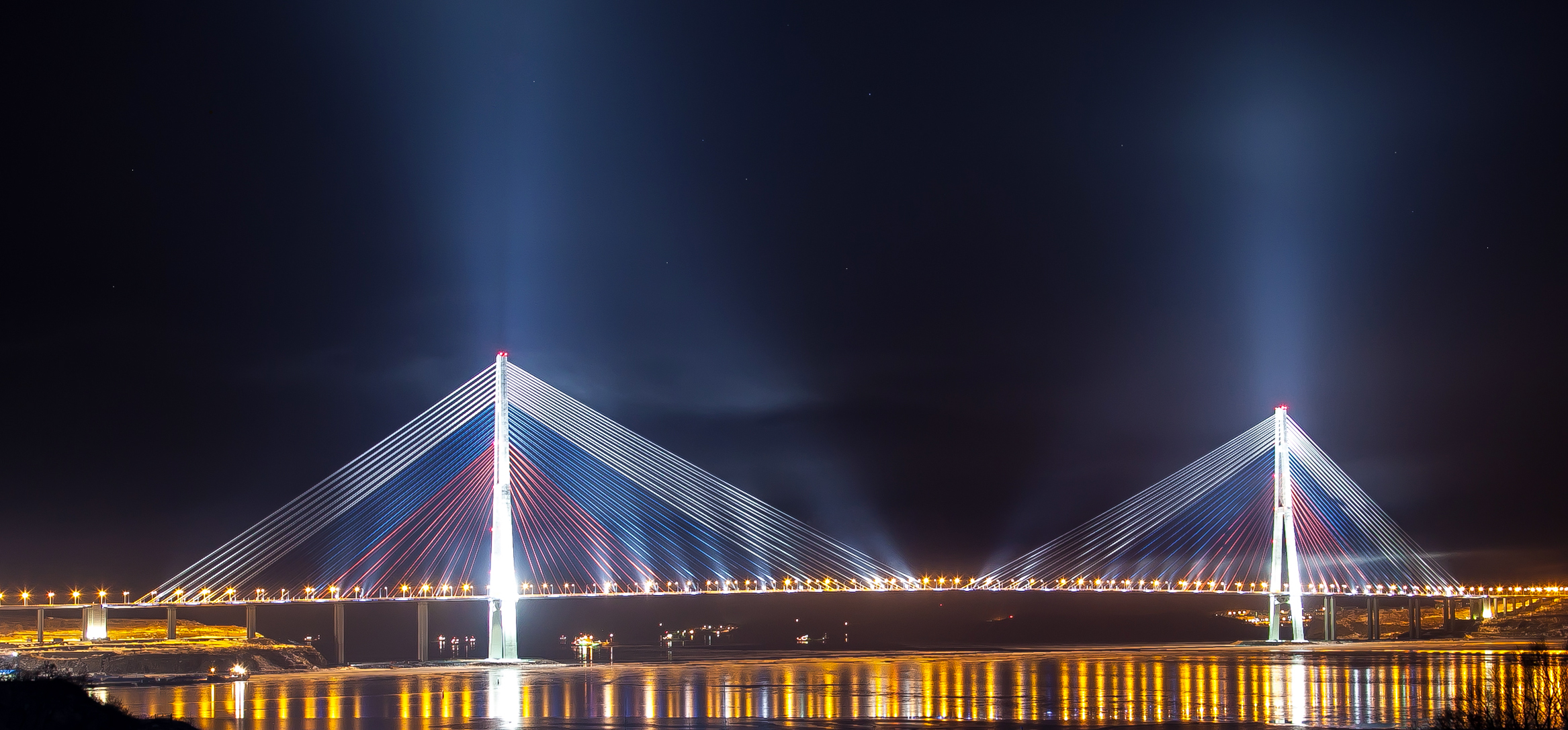
طولانی‌ترین پل کابلی